# Mayar Hany
Mayar Hany (* 5. Februar 1997 in Kairo) ist eine ehemalige ägyptische Squashspielerin.

## Karriere
Mayar Hany begann ihrer Karriere im Jahr 2014 und gewann drei Titel auf der PSA World Tour. Ihre beste Platzierung in der Weltrangliste erreichte sie mit Rang 23 im Mai 2017. 2014 stand sie dank einer Wildcard erstmals im Hauptfeld der Weltmeisterschaft. Sie schied in der Auftaktrunde gegen Nour El Tayeb in drei Sätzen aus.

## Erfolge
- Gewonnene PSA-Titel: 3